# Tiempos verbales en español

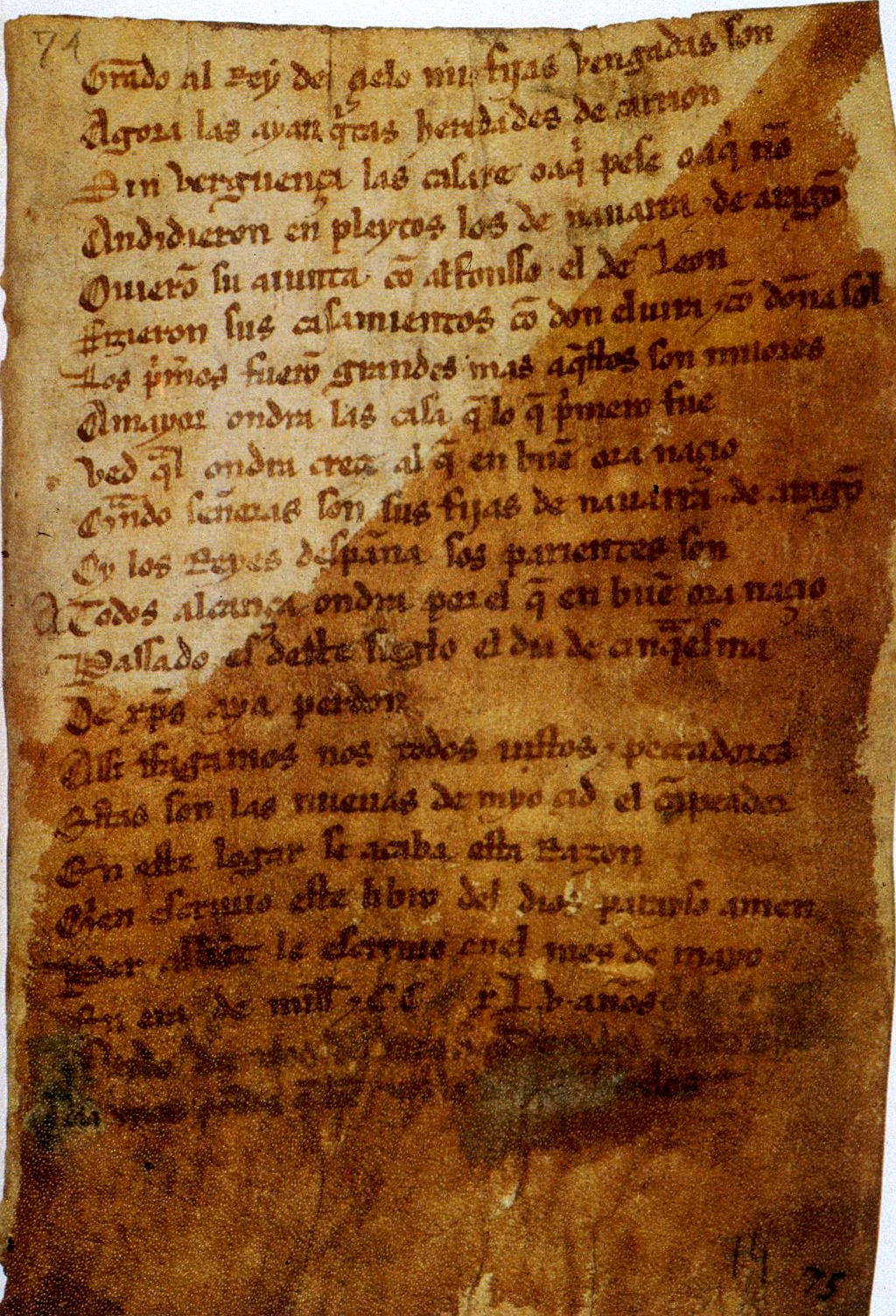
Folio 47 de Cantar de mio Cid. Ejemplo del español en el.

Los tiempos verbales en español se refieren a las confluencias de diversas categorías gramaticales como tiempo gramatical y aspecto gramatical, que en una lengua fusionante aparecen fusionadas en los morfemas flexivos del verbo. Así diferentes combinaciones de estas categorías dan lugar a varios subparadigmas flexivos, llamados tiempos verbales del español.

## Características verbales

### Persona y número
Los verbos en español se conjugan en tres personas, cada una de ellas tiene forma en singular y en plural. En español, al contrario que en otras lenguas, los pronombres de sujeto no son necesarios. A continuación hay una tabla con los pronombres actuales en el español según la persona, número y género gramaticales:
| Persona              | Número   | Número   | Número   | Número   | Número   |
| Persona              | Singular | Singular | Plural   | Plural   | Plural   |
| -------------------- | -------- | -------- | -------- | -------- | -------- |
| Persona              |          |          |          |          |          |
| 1.a persona          | Yo       | Yo       | Nosotros | Nosotros | Nosotras |
| 2.a persona informal | Tú / Vos | Tú / Vos | Ustedes  | Ustedes  | Ustedes  |
| 2.a persona formal   | Usted    | Usted    | Ustedes  | Ustedes  | Ustedes  |
| 3.a persona          | Él       | Ella     | Ellos    | Ellos    | Ellas    |

| Persona              | Número   | Número   | Número   | Número   | Número   |
| Persona              | Singular | Singular | Plural   | Plural   | Plural   |
| -------------------- | -------- | -------- | -------- | -------- | -------- |
| Persona              |          |          |          |          |          |
| 1.a persona          | Yo       | Yo       | Nosotros | Nosotros | Nosotras |
| 2.a persona informal | Tú       | Tú       | Vosotros | Vosotros | Vosotras |
| 2.a persona formal   | Usted    | Usted    | Ustedes  | Ustedes  | Ustedes  |
| 3.a persona          | Él       | Ella     | Ellos    | Ellos    | Ellas    |

### Modo
El modo es el rasgo gramatical que indica la modalidad, es decir, la actitud del hablante respecto a lo que dice. En español, todo verbo tiene tres formas de modo:
- Modo indicativo: se utiliza para afirmaciones objetivas y creencias positivas. El condicional del español, aunque expresa semánticamente la dependencia de una acción o proposición sobre otra, generalmente se considera un tiempo del modo indicativo, ya que, sintácticamente, puede aparecer en una cláusula independiente.
- Modo subjuntivo: expresa una acción o situación cuyo referente real no está definido (hecho imaginado, deseado, posible, etc.). En español siempre forma parte de una cláusula dependiente, ya sea de manera explícita o implícita.
- Modo imperativo: expresa órdenes directas o solicitudes. No tiene forma negativa propia, usa en su lugar formas del presente del modo subjuntivo.

## Verboides
Los verboides o formas no finitas del español son todas las formas del verbo que no sufren los cinco accidentes verbales: persona, número, tiempo, modo y voz. Tienen usos muy variados y general se integran a oraciones con tiempos específicos que sí sufren estas inflexiones. Por ejemplo: «voy a comer», «cuando llegué, él ya estaba comiendo» y «yo solo espero que ya haya comido». En español, hay tres tipos de verboides: infinitivo, gerundio y participio.

### Gerundio
Su conjugación es casi siempre regular. En general cuando un verbo está conjugado en gerundio, significa continuidad dentro de una línea temporal, ya sea en presente, pasado o futuro. Gerundios irregulares incluyen tres tipos:  los que cambian la raíz del verbo: la letra «e» a «i» y también la letra «o» a «u».  Por ejemplo: el gerundio de «decir» es «diciendo»; el gerundio de «dormir» es «durmiendo». Otro grupo irregular incluye verbos que cambian la «i» de «-iendo» a una «y».  Por ejemplo:  el gerundio de «leer» es «leyendo». A continuación hay una tabla de la conjugación de los verbos en gerundio:
| Verbos con terminación en | Verbos con terminación en | Verbos con terminación en |
| -ar                       | -er                       | -ir                       |
| ------------------------- | ------------------------- | ------------------------- |
| -ando                     | -iendo                    | -iendo                    |

### Participio
Se usa en la conjugación de los tiempos compuestos del español. A continuación hay una tabla con la conjugación regular del participio:
| Verbos con terminación en | Verbos con terminación en | Verbos con terminación en |
| -ar                       | -er                       | -ir                       |
| ------------------------- | ------------------------- | ------------------------- |
| -ado                      | -ido -to -so -cho         | -ido -to -so -cho         |

También hay participios irregulares, cuyas formas se pueden rastrear como remanencias lingüísticas del latín. La terminación de los verbos terminados en -ir puede variar a distintas terminaciones, tales como -to, -so y -cho. Por ejemplo: el participio de «ver» es «visto» y el participio de «hacer» es «hecho».

## Tiempos del modo indicativo
En español el modo indicativo es la forma usada para describir hechos reales o seguros, con independencia de si estos hechos son pasados, actuales o se espera que sucederán con certeza. Los nombres usados para los tiempos verbales difieren en España e Hispanoamérica. 

### Tiempos simples

#### Presente
El presente en la mayoría de sus conjugaciones sigue una forma regular; pero hay algunos verbos irregulares, por ejemplo: el verbo «ir» o «saber», que en la 1.ª persona del singular es «sé», que no sigue la forma regular donde los verbos terminan en -o. A continuación hay una tabla de la conjugación regular del presente:
| Persona/Número                      | Verbos con terminación en | Verbos con terminación en | Verbos con terminación en |
| Persona/Número                      | -ar                       | -er                       | -ir                       |
| ----------------------------------- | ------------------------- | ------------------------- | ------------------------- |
| 1.a persona del singular            | -o                        | -o                        | -o                        |
| 2.a persona del singular «informal» | -as                       | -es                       | -es                       |
| 2.a persona del singular «formal»   | -a                        | -e                        | -e                        |
| 3.a persona del singular            | -a                        | -e                        | -e                        |
| 1.a persona del plural              | -amos                     | -emos                     | -imos                     |
| 2.a persona del plural «informal»   | -an                       | -en                       | -en                       |
| 2.a persona del plural «formal»     | -an                       | -en                       | -en                       |
| 3.a persona del plural              | -an                       | -en                       | -en                       |

| Persona/Número                      | Verbos con terminación en | Verbos con terminación en | Verbos con terminación en |
| Persona/Número                      | -ar                       | -er                       | -ir                       |
| ----------------------------------- | ------------------------- | ------------------------- | ------------------------- |
| 1.a persona del singular            | -o                        | -o                        | -o                        |
| 2.a persona del singular «informal» | -as                       | -es                       | -es                       |
| 2.a persona del singular «formal»   | -a                        | -e                        | -e                        |
| 3.a persona del singular            | -a                        | -e                        | -e                        |
| 1.a persona del plural              | -amos                     | -emos                     | -imos                     |
| 2.a persona del plural «informal»   | -áis                      | -éis                      | -ís                       |
| 2.a persona del plural «formal»     | -an                       | -en                       | -en                       |
| 3.a persona del plural              | -an                       | -en                       | -en                       |

Hay varios tipos de presente:
1. Presente simple: expresa una acción que está sucediendo en el momento. 
 Por ejemplo: María y Pedro chatean[nota 2] por el teléfono.
2. Presente continuo: también expresa una acción que está sucediendo en el momento, pero usualmente se emplea con acciones que son meramente contingentes y no habituales «estoy trabajando en el taller» (para indicar que estoy haciendo eso ahora, pero no necesariamente es mi profesión habitual).
Por ejemplo: Estoy lavando los platos.
3. Presente habitual: expresa una acción que es hábito o costumbre hacerlo.
Por ejemplo: Yo voy al parque los sábados.
4. Presente atemporal: expresa una acción que no está limitada por el tiempo o que es una verdad absoluta.
Por ejemplo: El sol sale cada día.
5. Presente histórico: expresa una acción pasada pero es una forma de narrar hechos históricos.
Por ejemplo: Cristóbal Colón llega a América en 1492.
6. Presente imperativo: expresa una orden, que se dice en un tono exclamativo, es más común usar el Imperativo.
Por ejemplo: ¡Ahora te vas y le pides disculpas al señor Ruiz!
7. Presente futuro: expresa una acción futura inmediata, que se tiene planeada que se tiene una gran certeza de que suceda.
Por ejemplo: ¡En un mes me voy a China!

#### Pretérito perfecto simple
El pretérito, también llamado pretérito perfecto simple tiene una conjugación regular en todas sus formas. A continuación hay una tabla de las conjugaciones del pretérito:
| Persona/Número                      | Verbos con terminación en | Verbos con terminación en | Verbos con terminación en |
| Persona/Número                      | -ar                       | -er                       | -ir                       |
| ----------------------------------- | ------------------------- | ------------------------- | ------------------------- |
| 1.a persona del singular            | -é                        | -í                        | -í                        |
| 2.a persona del singular «informal» | -aste                     | -iste                     | -iste                     |
| 2.a persona del singular «formal»   | -ó                        | -ió                       | -ió                       |
| 3.ra persona del singular           | -ó                        | -ió                       | -ió                       |
| 1.a persona del plural              | -amos                     | -imos                     | -imos                     |
| 2.a persona del plural «informal»   | -aron                     | -ieron                    | -ieron                    |
| 2.a persona del plural «formal»     | -aron                     | -ieron                    | -ieron                    |
| 3.a persona del plural              | -aron                     | -ieron                    | -ieron                    |

| Persona/Número                      | Verbos con terminación en | Verbos con terminación en | Verbos con terminación en |
| Persona/Número                      | -ar                       | -er                       | -ir                       |
| ----------------------------------- | ------------------------- | ------------------------- | ------------------------- |
| 1.a persona del singular            | -é                        | -í                        | -í                        |
| 2.a persona del singular «informal» | -aste                     | -iste                     | -iste                     |
| 2da persona del singular «formal»   | -ó                        | -ió                       | -ió                       |
| 3.a persona del singular            | -ó                        | -ió                       | -ió                       |
| 1.a persona del plural              | -amos                     | -imos                     | -imos                     |
| 2.a persona del plural «informal»   | -asteis                   | -isteis                   | -isteis                   |
| 2.a persona del plural «formal»     | -aron                     | -ieron                    | -ieron                    |
| 3.a persona del plural              | -aron                     | -ieron                    | -ieron                    |

#### Pretérito Imperfecto o Copretérito
El Pretérito imperfecto o Copretérito en todas sus conjugaciones son regulares. A continuación hay una tabla de la conjugación del pretérito imperfecto o copretérito:
| Persona/Número                      | Verbos con terminación en | Verbos con terminación en | Verbos con terminación en |
| Persona/Número                      | -ar                       | -er                       | -ir                       |
| ----------------------------------- | ------------------------- | ------------------------- | ------------------------- |
| 1.a persona del singular            | -aba                      | -ía                       | -ía                       |
| 2.a persona del singular «informal» | -abas                     | -ías                      | -ías                      |
| 2.a persona del singular «formal»   | -aba                      | -ía                       | -ía                       |
| 3.a persona del singular            | -aba                      | -ía                       | -ía                       |
| 1.a persona del plural              | -ábamos                   | -íamos                    | -íamos                    |
| 2.a persona del plural «informal»   | -aban                     | -ían                      | -ían                      |
| 2.a persona del plural «formal»     | -aban                     | -ían                      | -ían                      |
| 3.a persona del plural              | -aban                     | -ían                      | -ían                      |

| Persona/Número                      | Verbos con terminación en | Verbos con terminación en | Verbos con terminación en |
| Persona/Número                      | -ar                       | -er                       | -ir                       |
| ----------------------------------- | ------------------------- | ------------------------- | ------------------------- |
| 1.a persona del singular            | -aba                      | -ía                       | -ía                       |
| 2.a persona del singular «informal» | -abas                     | -ías                      | -ías                      |
| 2.a persona del singular «formal»   | -aba                      | -ía                       | -ía                       |
| 3.a persona del singular            | -aba                      | -ía                       | -ía                       |
| 1.a persona del plural              | -ábamos                   | -íamos                    | -íamos                    |
| 2.a persona del plural «informal»   | -abais                    | -íais                     | -íais                     |
| 2.a persona del plural «formal»     | -aban                     | -ían                      | -ían                      |
| 3.a persona del plural              | -aban                     | -ían                      | -ían                      |

Hay varios usos del Pretérito imperfecto o Copretérito:
1. Acción sin conocimiento de su vigencia actual: expresa una acción que sucedió en el pasado, pero no se tiene conocimiento si actualmente sigue vigente. Este es de los usos más comunes de este tiempo.
 Por ejemplo: Hace unos minutos, cuando vi el gato, tomaba leche.
2. Acción habitual en el pasado: este uso expresa una acción que se realiza habitualmente en un pasado indefinido. No se enfoca en cuando la acción terminó.
 Por ejemplo: Cuando era pequeño, hablaba náhuatl con mi abuela.
3. Acción interrumpida por otra acción: expresa dos acciones en el pasado, la primera estaba en progreso cuando se llevó a cabo la segunda acción. 
 Por ejemplo: Comíamos la cena cuando entró Eduardo.
4. Descripción general del pasado: expresa una configuración pasada, como el fondo de una narrativa.
 Por ejemplo: Todo estaba tranquilo esa noche.

#### Futuro simple
El futuro o futuro simple tiene una conjugación regular en todas sus formas.
| Persona/Número                      | Verbos con terminación en | Verbos con terminación en | Verbos con terminación en |
| Persona/Número                      | -ar                       | -er                       | -ir                       |
| ----------------------------------- | ------------------------- | ------------------------- | ------------------------- |
| 1.a persona del singular            | -ré                       | -ré                       | -ré                       |
| 2.a persona del singular «informal» | -rás                      | -rás                      | -rás                      |
| 2.a persona del singular «formal»   | -rá                       | -rá                       | -rá                       |
| 3.a persona del singular            | -rá                       | -rá                       | -rá                       |
| 1.a persona del plural              | -remos                    | -remos                    | -remos                    |
| 2.a persona del plural «informal»   | -rán                      | -rán                      | -rán                      |
| 2.a persona del plural «formal»     | -rán                      | -rán                      | -rán                      |
| 3.a persona del plural              | -rán                      | -rán                      | -rán                      |

| Persona/Número                      | Verbos con terminación en | Verbos con terminación en | Verbos con terminación en |
| Persona/Número                      | -ar                       | -er                       | -ir                       |
| ----------------------------------- | ------------------------- | ------------------------- | ------------------------- |
| 1.a persona del singular            | -ré                       | -ré                       | -ré                       |
| 2.a persona del singular «informal» | -rás                      | -rás                      | -rás                      |
| 2.a persona del singular «formal»   | -rá                       | -rá                       | -rá                       |
| 3.a persona del singular            | -rá                       | -rá                       | -rá                       |
| 1.a persona del plural              | -remos                    | -remos                    | -remos                    |
| 2.a persona del plural «informal»   | -réis                     | -réis                     | -réis                     |
| 2.a persona del plural «formal»     | -rán                      | -rán                      | -rán                      |
| 3.a persona del plural              | -rán                      | -rán                      | -rán                      |

#### Condicional simple
El Condicional simple o pospretérito. Solo hay una forma simple y termina en –ría: amaría, temería, partiría.... 
Antiguamente el condicional se consideraba un modo verbal distinto, sin embargo actualmente se suele agrupar con el modo indicativo [cita requerida].

### Tiempos compuestos

#### Pretérito Perfecto Compuesto
El pretérito perfecto compuesto o antepresente se forma con el verbo auxiliar haber más el participio del verbo principal.
| Persona/Número                      | Verbo «haber» en presente |
| ----------------------------------- | ------------------------- |
| 1.a persona del singular            | he                        |
| 2.a persona del singular «informal» | has                       |
| 2.a persona del singular «formal»   | ha                        |
| 3.a persona del singular            | ha                        |
| 1.a persona del plural              | hemos                     |
| 2.a persona del plural «informal»   | han                       |
| 2.a persona del plural «formal»     | han                       |
| 3.a persona del plural              | han                       |

| Persona/Número                      | Verbo «haber» en presente |
| ----------------------------------- | ------------------------- |
| 1.a persona del singular            | he                        |
| 2.a persona del singular «informal» | has                       |
| 2.a persona del singular «formal»   | ha                        |
| 3.a persona del singular            | ha                        |
| 1.a persona del plural              | hemos                     |
| 2.a persona del plural «informal»   | habéis                    |
| 2.a persona del plural «formal»     | han                       |
| 3.a persona del plural              | han                       |

El uso de este tiempo varía mucho según el área dialectal, así por ejemplo en el español rioplatense casi no se usa.
Hay varios usos del Pretérito Perfecto o Antepresente:
1. Acción pasada con vigencia: expresa una acción iniciada en el pasado que sigue vigente en el presente. Por ejemplo: Mi esposa y yo hemos estado casados desde hace 46 años.
2. Acción de un pasado próxima: expresa de un pasado muy próximo al presente. A diferencia del Pretérito, donde la acción ocurre en cualquier punto del pasado, el Pretérito Perfecto es un punto en el pasado muy próximo. Por ejemplo: Desde que te fuiste a la cocina, solo he visto un capítulo.

#### Pretérito Pluscuamperfecto
Pretérito pluscuamperfecto o antecopretérito. Indica una acción pasada ocurrida con anterioridad a otra también pasada, es decir, con anterioridad a otro tiempo pretérito. Se forma con el verbo auxiliar haber, en pretérito imperfecto: había amado, había partido, había temido...

#### Pretérito Anterior
El Pretérito anterior o antepretérito. El verbo auxiliar haber está en pretérito perfecto simple: hube amado, hube temido, hube partido.... Este tiempo en el español actual es casi exclusivo de los registros formales, en los demás sus funciones las hace el pretérito pluscuamperfecto.

#### Futuro Perfecto o Compuesto
El Futuro perfecto o antefuturo. El tiempo compuesto se forma con el auxiliar en futuro simple: habré amado, habré temido, habré partido....

#### Futuro Perifrástico
El futuro perifrástico (o futuro informal inmediato) es una formación específica usual en todas las variantes de español pero que en algunas se ha convertido en la única forma habitual de expresar el futuro, como en dialecto rioplatense. Se forma con un verbo auxiliar ir y la preposición a antes del verbo principal en infinitivo. Ejemplos: «Voy a trabajar mañana», «Vas a disfrutar esto».

#### Condicional perfecto
El Condicional perfecto, condicional compuesto o antepospretérito. El tiempo compuesto se forma con el auxiliar en condicional simple: habría amado, habría temido, habría partido...

##### Tiempos perifrásticos progresivos
Se forma conjugando el verbo estar unido con el verbo que expresa la acción en gerundio. Ejemplo:
- Presente progresivo: Estoy viendo el partido de fútbol por televisión.
- Pretérito imperfecto progresivo: María estaba limpiando la cocina.
- Pretérito progresivo: El doctor estuvo examinando a su paciente.
- Futuro progresivo: Estaré llegando cerca de las nueve de la mañana.
- Condicional progresivo: Si tuviera coche no estaría tomando transporte público.

## Tiempos del modo subjuntivo
Tradicionalmente se dice que en español el modo subjuntivo se usa para hechos no reales, hipotéticos, contrafactuales o deseados pero inciertos. Sin embargo, en algunos contextos gramaticales se puede usar también en relación con hechos reales cuando se involucra una opinión, reacción emocional u orden respecto a ellos.
- Presente:
  - (que él/ella) ame
  - (que él/ella) tema
  - (que él/ella) parta
- Pretérito perfecto compuesto o antepresente:
  - haya amado
  - haya temido
  - haya partido
- Pretérito imperfecto o copretérito:
  - amara (o amase)
  - temiera (o temiese)
  - partiera (o partiese)
- Pretérito pluscuamperfecto o antepretérito:
  - hubiera o hubiese amado
  - hubiera o hubiese temido
  - hubiera o hubiese partido
- Futuro simple o futuro:
  - amare
  - temiere
  - partiere
- Futuro compuesto o antefuturo:
  - hubiere amado
  - hubiere temido
  - hubiere partido.

## Tiempos del modo imperativo
El modo imperativo en el español sirve para expresar órdenes o hechos que deben o deberían realizarse, pero no necesariamente se están dando. El español, al igual que la mayoría de las lenguas europeas, y a diferencia del latín, posee formas de imperativo indiferenciadas respecto al tiempo gramatical. Por el contrario, el latín tenía formas de imperativo presente y de imperativo futuro.
El español solo tiene formas de imperativo para oraciones afirmativas en la segunda persona. Para expresar el sentido imperativo en oraciones negativas se usa el presente del modo subjuntivo.

## Español antiguo y medio
En español medieval y en español de los siglos de oro los tiempos compuestos no siempre se formaban con el auxiliar haber; en verbos de movimiento y otros intransitivos se debía usar obligatoriamente el verbo ser:
Soy venido a estas tierras para cultivarlas. (medio)
He venido a estas tierras para cultivarlas. (moderno)
Este fenómeno se da en otras lenguas románicas como el italiano o el francés (ver ejemplos del italiano), e incluso en alemán moderno, siendo esta diferencia de auxiliar un rasgo típico del área lingüística europea.

## Ejemplo de conjugación
| Conjugación verbal   |                      |                      |            |                    |                      |            |             |            |                       |            |
| Formas no personales | Formas no personales | Formas no personales | Indicativo | Indicativo         | Indicativo           | Indicativo | Indicativo  | Subjuntivo | Subjuntivo            | Subjuntivo |
| Infinitivo           | Gerundio             | Participio           | Presente   | Pretérito perfecto | Pretérito imperfecto | Futuro     | Condicional | Presente   | Pretérito imperfecto  | Futuro     |
| estar                | estando              | estado               | estoy      | estuve             | estaba               | estaré     | estaría     | esté       | estuviera o estuviese | estuviere  |
| ser                  | siendo               | sido                 | soy        | fui                | era                  | seré       | sería       | sea        | fuera o fuese         | fuere      |
| haber                | habiendo             | habido               | he         | hube               | había                | habré      | habría      | haya       | hubiera o hubiese     | hubiere    |
| tener                | teniendo             | tenido               | tengo      | tuve               | tenía                | tendré     | tendría     | tenga      | tuviera o tuviese     | tuviere    |
| ir                   | yendo                | ido                  | voy        | fui                | iba                  | iré        | iría        | vaya       | fuera o fuese         | fuere      |
| ver                  | viendo               | visto                | veo        | vi                 | veía                 | veré       | vería       | vea        | viera o viese         | viere      |
| oír                  | oyendo               | oído                 | oigo       | oí                 | oía                  | oiré       | oiría       | oiga       | oyera u oyese         | oyere      |
| comer                | comiendo             | comido               | como       | comí               | comía                | comeré     | comería     | coma       | comiera o comiese     | comiere    |

| Infinitivo | Tiempos compuestos           | Tiempos compuestos         | Tiempos compuestos | Tiempos compuestos | Tiempos compuestos    | Tiempos compuestos           | Tiempos compuestos         | Tiempos compuestos |
| Infinitivo | Indicativo                   | Indicativo                 | Indicativo         | Indicativo         | Indicativo            | Subjuntivo                   | Subjuntivo                 | Subjuntivo         |
| Infinitivo | Pretérito perfecto compuesto | Pretérito pluscuamperfecto | Pretérito anterior | Futuro compuesto   | Condicional compuesto | Pretérito perfecto compuesto | Pretérito pluscuamperfecto | Futuro compuesto   |
| estar      | he estado                    | había estado               | hube estado        | habré estado       | habría estado         | haya estado                  | hubiera o hubiese estado   | hubiere estado     |
| ser        | he sido                      | había sido                 | hube sido          | habré sido         | habría sido           | haya sido                    | hubiera o hubiese sido     | hubiere sido       |
| haber      | he habido                    | había habido               | hube habido        | habré habido       | habría habido         | haya habido                  | hubiera o hubiese habido   | hubiere habido     |
| tener      | he tenido                    | había tenido               | hube tenido        | habré tenido       | habría tenido         | haya tenido                  | hubiera o hubiese tenido   | hubiere tenido     |
| ir         | he ido                       | había ido                  | hube ido           | habré ido          | habría ido            | haya ido                     | hubiera o hubiese ido      | hubiere ido        |
| ver        | he visto                     | había visto                | hube visto         | habré visto        | habría visto          | haya visto                   | hubiera o hubiese visto    | hubiere visto      |
| oír        | he oído                      | había oído                 | hube oído          | habré oído         | habría oído           | haya oído                    | hubiera o hubiese oído     | hubiere oído       |
| comer      | he comido                    | había comido               | hube comido        | habré comido       | habría comido         | haya comido                  | hubiera o hubiese comido   | hubiere comido     |